# Andreas Dietrich (Journalist)
Andreas Dietrich (* 14. Mai 1964 in Bern) ist ein Schweizer Journalist und seit April 2017 Chefredaktor der Boulevardzeitung Blick (Ringier). Seine journalistische Laufbahn begann er bei der Tageszeitung Der Bund, danach war er unter anderem für das Nachrichtenmagazin Facts, Das Magazin, NZZ Folio, als stellvertretender Chefredaktor für die Weltwoche und als Blattmacher und Nachrichtenchef (Mitglied der Chefredaktion) des Tages-Anzeigers tätig.
Dietrich war 2004 für den Egon-Erwin-Kisch-Preis nominiert (heute Nannen Preis), die Berner Zeitung lobte seine «polyvalente Brillanz als Texter, Konzepter und Produzent».
Seit März 2023 hat er zusammen mit Steffi Buchli die publizistische Verantwortung der Blick-Gruppe übernommen, da der Chefredaktor Christian Dorer für voraussichtlich sechs Monate eine Auszeit genommen hat.